# チャールズ・コーニック
チャールズ・コーニック（Charles Dietrich Eberhard Konig、1774年 - 1851年9月6日）はドイツ出身でイギリスで活動した博物学者である。

## 生涯
カール・ケーニヒ (Karl Dietrich Eberhard König) としてブラウンシュヴァイクで生まれ、ゲッティンゲン大学で学んだ。1800年の終わりにイギリスに渡り、イギリス王妃シャーロット・オブ・メクレンバーグ＝ストレリッツの博物学コレクションの管理のために働いた。その後、博物学者ジョゼフ・バンクスの司書だったヨナス・ドリュアンデル (Jonas Carlsson Dryander) の助手を務め、1807年にジョージ・ショー (George Shaw) の後を継いで大英博物館（ロンドン自然史博物館）の博物学部門の専門職員助手になり、その後専門職員（キーパー）となった。
専門職員助手になった1807年に、名前をイギリス風の「チャールズ・コーニック」に改めた。様々な雑誌のために論文を書いた他、1805年から1807年の間、ジョン・シムの『植物学紀要』(Annals of Botany) に執筆した。古代生物への関心が高まった時代の学者で、大英博物館の化石標本を記述した著書 Icones fossilium sectiles (1820 - 1825) がある。1810年に王立協会の会員に選ばれた。ロンドンにて没した。